# 春酒
春酒 ，古稱春卮，年節習俗之一，廣東、香港稱為「春茗」，日本稱「新年會」，即公司企業、政治機構會舉辦春酒，酬勞辛苦一年的員工，另一方面也答謝合作單位、客戶。

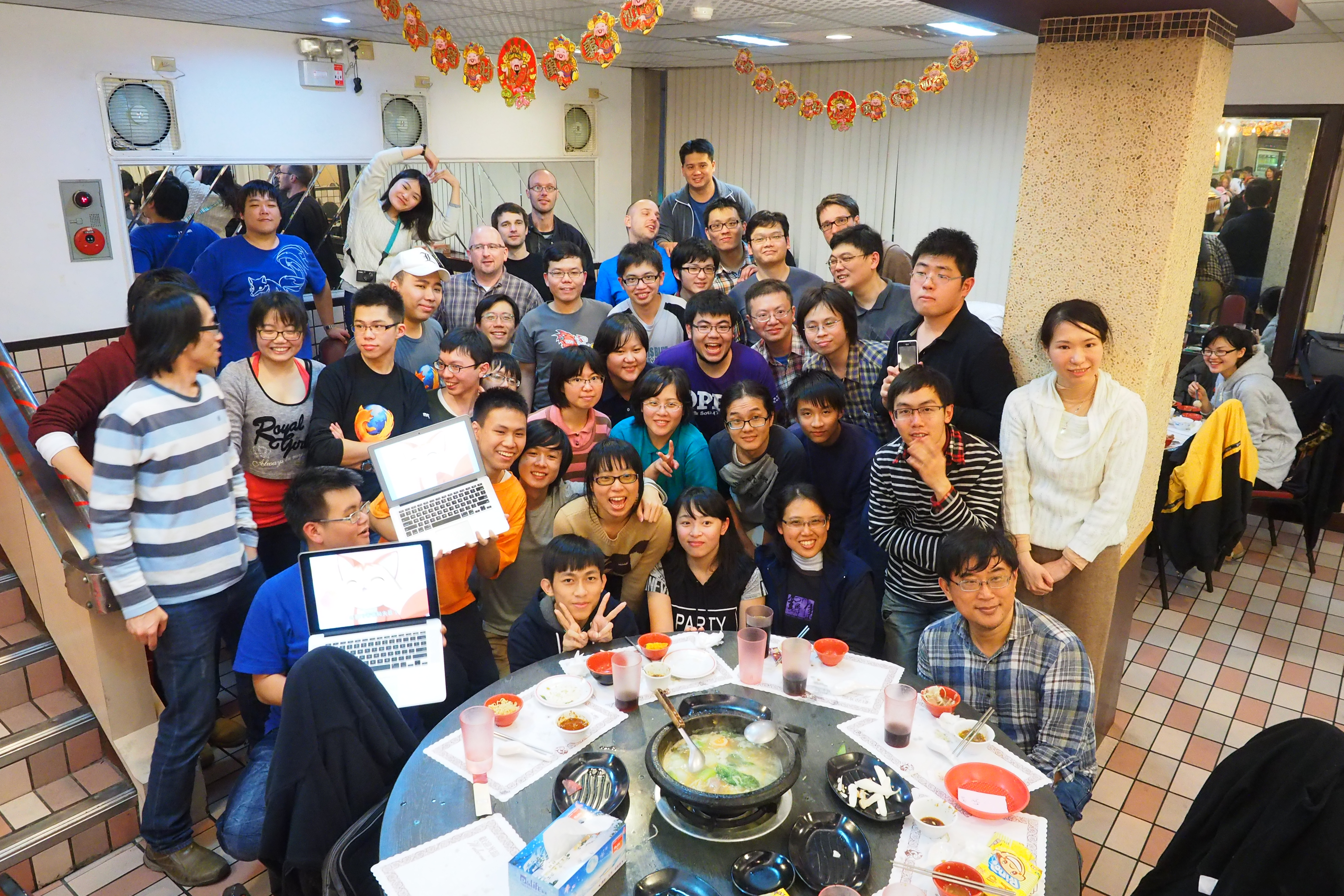
春酒大合照

## 沿革
春酒最早出現在西周時期，是百姓慶祝整年的豐收和新年的到來，一起喝酒享用食物。「春酒」最早的文字記錄起源於《詩經．豳風．七月》中的「…八月剝棗，十月獲稻，為此春酒，以介眉壽。」
即是描述人民飲酒慶祝豐收的情景；春酒通常在新年假期後陸續舉行一直到正月尾 。

## 外部連結
- 國語詞典 （页面存档备份，存于）